# 69e régiment d'infanterie territoriale
Le 69e régiment d'infanterie territoriale est un régiment d'infanterie de l'armée de terre française qui a participé à la Première Guerre mondiale.

## Création et différentes dénominations
Le régiment reçoit son numéro par décret du 19 mars 1875, en prévision de la mobilisation.

## Chefs de corps
- Lieutenant-colonel Perré

## Historique des garnisons, combats et batailles

### Première Guerre mondiale
Garnison : Châtellerault (Vienne)

#### Affectations
- 86e division d’infanterie territoriale d’août 1914 à juin 1915
- 26e division d’infanterie de juin 1915 à
- 169e division d’infanterie d’août à novembre 1918

#### 1914
En août 1914, le 69e RIT est à 3 bataillons et 12 compagnies.

## Drapeau
Il porte, cousues en lettres d'or dans ses plis, les inscriptions suivantes :
- Somme 1916
- L'Aisne 1918

## Sources et bibliographie
- Historique du 69e régiment d'infanterie territoriale, 23 p., lire en ligne sur Gallica.